# Добриново (Бургаська область)
Добри́ново (болг. Добриново) — село в Бургаській області Болгарії. Входить до складу общини Карнобат.

## Населення
За даними перепису населення 2011 року у селі проживали 135 осіб, з них 131 особа (98,5%) — болгари.
Розподіл населення за віком у 2011 році:
Динаміка населення: